# Zemplínska Široká
Zemplínska Široká est un village de Slovaquie situé dans la région de Košice.

## Histoire
Première mention écrite du village en 1266.

## Démographie

### Évolution de la population
| Année:               | 1994. | 2004.   | 2014.   | 2024.   |
| -------------------- | ----- | ------- | ------- | ------- |
| Nombre de personnes: | 816   | 871     | 951     | 1025    |
| Différence:          |       | +6,74 % | +9,18 % | +7,78 % |

| Année:               | 2023. | 2024.   |
| -------------------- | ----- | ------- |
| Nombre de personnes: | 1027  | 1025    |
| Différence:          |       | -0,19 % |

## Politique
| Nom           | Parti politique      | Date de l'élection | Fin du mandat |
| ------------- | -------------------- | ------------------ | ------------- |
| Ján Timko     | Candidat indépendant | 02.12.2006         | ?             |
| Vladimír Mati | SMER                 | 21.06.2008         | Déc. 2010     |